# Подунавље (Биље)
Дунавска равница (мађ. Dunai-puszta) је насељено место у општини Биље, Осјечко-барањска жупанија, Хрватска.

## Историја
До територијалне реорганизације у Хрватској било је у саставу старе општине Бели Манастир.

## Становништво
У попису становништва из 2011. године, Подунавље је имало 1 становништво.
| Број становника према пописима | Број становника према пописима | Број становника према пописима | Број становника према пописима | Број становника према пописима | Број становника према пописима | Број становника према пописима | Број становника према пописима | Број становника према пописима | Број становника према пописима | Број становника према пописима | Број становника према пописима | Број становника према пописима | Број становника према пописима | Број становника према пописима | Број становника према пописима |
| ------------------------------ | ------------------------------ | ------------------------------ | ------------------------------ | ------------------------------ | ------------------------------ | ------------------------------ | ------------------------------ | ------------------------------ | ------------------------------ | ------------------------------ | ------------------------------ | ------------------------------ | ------------------------------ | ------------------------------ | ------------------------------ |
| 1857                           | 1869                           | 1880                           | 1890                           | 1900                           | 1910                           | 1921                           | 1931                           | 1948                           | 1953                           | 1961                           | 1971                           | 1981                           | 1991                           | 2001                           | 2011                           |
| 0                              | 0                              | 0                              | 0                              | 19                             | 125                            | 0                              | 0                              | 495                            | 317                            | 348                            | 286                            | 43                             | 2                              | 2                              | 1                              |

Напомена: Од 1880. исказује се као део насеља, а од 1991. као самостално насеље настало издвајањем истоименог дела из насеља Вардарац. Године 1880, 1890. и 1931. подаци су садржани у насељу Вардарац, а за 1921. у насељу Биље.